# Poa arctica ssp. lanata
Poa arctica ssp. lanata là một phân loài cỏ trong họ hòa thảo, thuộc chi poa.